# Braunsia apiculata
Braunsia apiculata är en isörtsväxtart som först beskrevs av Kensit, och fick sitt nu gällande namn av L. Bol. Braunsia apiculata ingår i släktet Braunsia och familjen isörtsväxter. Inga underarter finns listade i Catalogue of Life.